# Schoutedeniastes igorrota
Schoutedeniastes igorrota es una especie de escarabajo joya del género Schoutedeniastes, de la subfamilia Polycestinae, orden Coleoptera.

## Distribución
Se distribuye por la región indomalaya.

## Taxonomía
Fue descrita por Heller en 1891.